# گلوستر (لوئیزیانا)
گلوستر (به انگلیسی: Gloster) شهری در ایالت لوئیزیانا کشور ایالات متحده آمریکا است که جمعیت آن در سرشماری سال ۲۰۱۰ میلادی، ۹۴ نفر بوده‌است.